# Streptoloma
Streptoloma là chi thực vật có hoa trong họ Cải.